# Nagy-Szerbia
A Nagy-Szerbia kifejezés a szerb nacionalista ideológiát írja le, amely a szerb állam alapításánál belefoglalja az összes olyan területet, amely szerb tradíciókkal bír, beleértve azokat a területeket is, amelyek Szerbián kívül esnek, de rendelkeznek szerb lakossággal. A kezdeti mozgalom fő ideológiája (pánszerbizmus) az összes szerb (vagy minden olyan terület, amely történelmileg szerbek által uralt vagy lakott volt) egy állammá történő egyesítése volt. Eltértek a nézetek abban, hogy mely területek tartoznak ebbe a környező országokból.
A nagy-szerb ideológia követeli a mai Horvátország, Bosznia-Hercegovina, Montenegró, Koszovó és a Macedón Köztársaság területeit. Néhány történelmi formájában a törekvései kiterjednek Albánia, Bulgária, Magyarország és Románia területére is. Az ideológiát a relatív nagy és erős Szerb Birodalom emléke inspirálja, amely a 14. század délkeleti Európájában létezett az oszmán balkáni hódítása előtt. A "szerb imperializmus" kifejezés leginkább a Szerb Királyság törekvéseire értendő.

## Történeti megközelítés
Az Európában egyre növekvő nacionalista nézetek terjedése a 18. századtól – mint Itália egyesítése – a szerbek számára is fontossá váltak, főleg azok számára, akik a szomszédos országokban éltek.
Szerbia területének kiterjesztésének gondolata 1844-ben Nacertanije-ben (Vázlat, Piszkozat) fogalmazódott meg a Szerb Fejedelemség egy titkos politikai programjának keretében, ami szerint az új szerb állam magába foglalná Montenegró, Észak-Albánia és Bosznia-Hercegovina szomszédos területeit. A korai 20. században a Szerb Királyság összes politikai pártja (a Szociáldemokrata Párt kivételével) egy Balkán Föderációt akart létrehozni. Általánosan elfogadott nézet volt, hogy az összes szerbet egy szerb államba tömörítsék. A Fejedelemség létrehozásától az első világháborúig Szerbia területe folyamatosan növekedett.
A balkáni háborúkat követően a Szerb Királyság terjeszkedett délen, de az eseményeknek vegyes volt a fogadtatása, mivel az Adriai-tengerhez való kijutás ígérete nem teljesült. Ehelyett Makedónia egy részét szerezte meg, amelyet a Bolgár Királysághoz akartak csatolni, és a szerb hadseregnek el kellett hagynia a part menti szakaszokat, amelyek az újonnan kialakult Albán Fejedelemséghez csatlakoztak. Ezek az események az Bosznia osztrák-magyar bekebelezésével együtt a szerb politikusok többségét zavarta, hiszen sok szerb maradt a királyságon kívül
A szerb győzelem az első világháború során ennek kompenzálásáról kellett volna, hogy szóljon. Két nézőpont létezett: egyik oldal a nagy-szerb doktrínát követte, ők a legyőzött Osztrák-Magyar Monarchia szerbek által lakott területeinek beépítését védték. Velük szemben álltak azok, akik nem csak a szerb területek egyesítését kívánták elérni, hanem más délszláv nemzeteket is be akartak vonni egy új országba. Végül megszületett a döntés egy etnikailag vegyes délszláv állam megalapításáról, amelyek kiegyensúlyozzák a szerb hegemóniát.

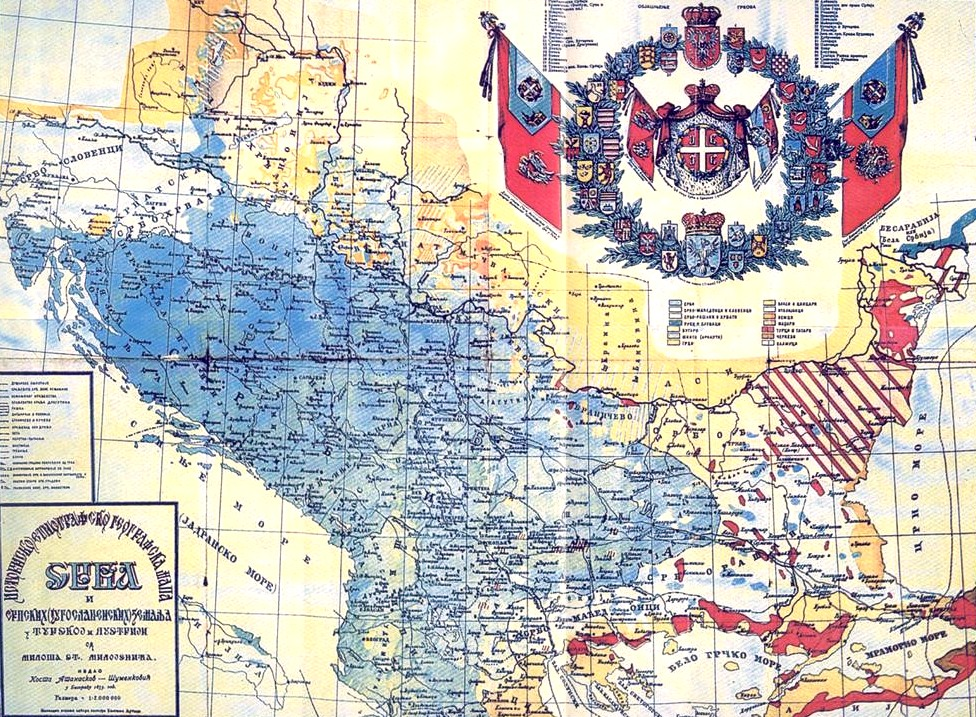
Miloš Milojević 19. századi térképe, amely a legtöbb délszlávot szerbként ábrázolja.

A szerb Karađorđević királyi család került a létrejött Szerb–Horvát–Szlovén Királyság élére, amelyet 1929-ben Jugoszláviának neveztek át. Kezdetben a nagyszerb doktrína védelmezői elégedettek voltak, hiszen a szerbek által lakott területek egyesülése szerb irányítás alatt többnyire sikeres volt. A két világháború közötti időszakban a legtöbb szerb politikus egy erősen centralizált országot támogatott, a velük szemben állók nagyobb autonómiát akartak elérni az egyes területeken. Ez a feszültség vezetett az egymással szemben álló nacionalista mozgalmak kialakulásához, és a csúcspontját érte el Sándor király 1934-es meggyilkolásakor.
Jugoszlávia 1941-es német megszállása idején ez az ellentét a második világháború legbrutálisabb polgárháborújává nőtte ki magát. A királyi kormány hamarosan megadta magát és megkezdődött az ellenállás. A csetnikek a monarchia visszaállításáért harcoltak, velük szemben a partizánok a kommunista jugoszláv állam létrehozását szorgalmazták. A szerbek két csoportra osztódtak, és nem csak a náci Németország és az összes környező ország ellen, amely szövetségben állt velük, hanem egymás ellen is harcoltak.
A háború után a győztes partizánok vezetője Josip Broz Tito lett a Jugoszláv állam vezetője 1980-as haláláig. Ebben az időszakban az ország 6 köztársaságra volt bontva. 1976-ban A Szerb Szocialista Köztársaságon belül két terület, Koszovó és a Vajdaság autonómiát kapott. Ez alatt az időszak alatt a nagyszerb ideológia legtöbb követőjét bebörtönözték árulásért vagy száműzték. A szerb lakosság további része támogatta az új jugoszláv modellt.
Az 1990-es évekbeli jugoszláv háborúk során Szerbiát azzal vádolták, hogy a Bosznia-Hercegovina és Horvátország területén élő, fel nem ismert szerbek bevonásával akarta létrehozni Nagy-Szerbiát.